# UFC Fight Night: Rozenstruik vs. Gane
UFC Fight Night: Rozenstruik vs. Gane (también conocido como UFC Fight Night 186, UFC on ESPN+ 44 y UFC Vegas 20) fue un evento de artes marciales mixtas producido por Ultimate Fighting Championship que tuvo lugar el 27 de febrero de 2021 en las instalaciones del UFC Apex en Enterprise, Nevada, parte del área metropolitana de Las Vegas, Estados Unidos.

## Antecedentes
Se esperaba que el combate de Peso Semipesado entre Dominick Reyes, ex retador del Campeonato de Peso Semipesado de la UFC, y Jiří Procházka, ex Campeón de Peso Semipesado de Rizin, fuera el plato fuerte del evento. Sin embargo, a finales de enero se anunció que Reyes se había visto obligado a abandonar el combate por una lesión. Posteriormente, Procházka también fue retirado de la tarjeta y se espera que el emparejamiento quede intacto y se programe para un futuro evento. Como resultado, el combate de Peso Pesado entre Jairzinho Rozenstruik y Ciryl Gane (originalmente programado para UFC Fight Night: Edwards vs. Muhammad dos semanas después) sirvió como evento principal.
Se esperaba que Raphael Assunção se enfrentara a Raoni Barcelos en un combate de Peso Gallo en el evento. Sin embargo, Assunção se retiró del combate a principios de febrero tras dar positivo por COVID-19. Fue sustituido por el recién llegado a la promoción, Marcelo Rojo, y se esperaba que el combate se celebrara en un Peso Capturado de 140 libras. Posteriormente, Barcelos fue retirado de la pelea el 22 de febrero tras dar también positivo. Los responsables de la promoción decidieron reservar a Rojo como sustituto contra Charles Jourdain en UFC Fight Night: Edwards vs. Muhammad.
En este evento tuvo lugar un combate de Peso Pluma entre Alex Cáceres y Kevin Croom. Se les relacionó brevemente con una pelea en UFC Fight Night: Smith vs. Rakić, pero Croom se vio obligado a retirarse de la contienda.
El combate de Peso Gallo Femenino entre Marion Reneau y la ganadora de The Ultimate Fighter: Heavy Hitters, la ganadora del Peso Pluma Femenino Macy Chiasson, estaba originalmente programada para UFC Fight Night: Overeem vs. Volkov. Sin embargo, durante la semana previa al combate, Reneau fue retirada de la cartelera tras dar positivo por COVID-19. Se esperaba que el combate permaneciera intacto y se reprogramara para este evento. Se reprogramó de nuevo el 20 de febrero, debido a que Chiasson sufrió una lesión, y ahora se espera que el emparejamiento tenga lugar en UFC on ESPN: Brunson vs. Holland.
Se esperaba que Hannah Cifers se enfrentara a Emily Whitmire en un combate de Peso Paja Femenino en este evento. Sin embargo, Cifers se retiró por razones no reveladas y fue sustituida por Sam Hughes. A su vez, Whitmire se retiró del combate el 14 de febrero por razones no reveladas y el emparejamiento fue descartado.
La revancha de Peso Gallo entre Pedro Munhoz y Jimmie Rivera tuvo lugar en este evento. Anteriormente se enfrentaron en UFC Fight Night: Belfort vs. Henderson 3 en noviembre de 2015, cuando Rivera ganó por decisión dividida. Originalmente fueron reservados para una fecha planeada para el 30 de enero, pero el evento nunca se materializó. El emparejamiento fue entonces reprogramado para UFC on ESPN: Chiesa vs. Magny, antes de ser movido una vez más, ya que fueron reservados para UFC 258 debido a razones no reveladas. El combate se retrasó de nuevo debido a una prueba positiva de COVID-19 para alguien dentro de los dos campos durante la semana anterior a ese evento.
Se esperaba que Randy Brown se enfrentara a Alex Oliveira en un combate de Peso Wélter en el evento. Sin embargo, Brown se retiró de la pelea durante la semana previa al evento debido a razones no reveladas. Se esperaba que Oliveira se enfrentara al recién llegado a la promoción Ramazan Kuramagomedov. Sin embargo, el combate se canceló el día antes del evento cuando Kuramagomedov se retiró por enfermedad.
El combate de Peso Semipesado entre Alonzo Menifield y William Knight estaba programado para la parte preliminar de la tarjeta. Sin embargo, el combate se pospuso durante la semana previa al evento después de que Menifield diera positivo por COVID-19. Se espera que el emparejamiento se mantenga intacto y se reprograme para un futuro evento.
En el pesaje, Maxim Grishin pesó 210.5 libras, cuatro libras y media por encima del límite de Peso Semipesado. Su combate se desarrolló con un Peso Capturado y se le impuso una multa del 30% de su bolsa individual, que fue a parar a su oponente Dustin Jacoby.
La revancha del Peso Paja Femenino entre la ex Campeona de Peso Paja de Invicta FC, Angela Hill, y Ashley Yoder fue una adición tardía a este evento. Las dos se enfrentaron antes en The Ultimate Fighter: Redemption Finale en julio de 2017, con Hill ganando por decisión unánime. El combate fue pospuesto el día del evento, ya que se anunció que uno de los esquineros de Yoder dio positivo por COVID-19. Ahora se espera que el combate tenga lugar en UFC Fight Night: Edwards vs. Muhammad.

## Resultados
1. ↑  A Bueno Silva se le descontó un punto en el primer asalto por agarrar la jaula.

## Premios de bonificación
Los siguientes luchadores recibieron bonificaciones de $50000 dólares.
- Pelea de la Noche: Pedro Munhoz vs. Jimmie Rivera
- Actuación de la Noche: Ronnie Lawrence